# Maicillo (bocadillo)
El maicillo es un bocadillo dulce, parecido a una galleta, típico de la gastronomía de Bolivia. También se consume en algunas regiones del Perú. 

## Ingredientes y consumo
Los ingredientes de los maicillos son harina de maíz, huevos, azúcar, polvo de hornear, manteca, canela y sal.
En Bolivia, donde su consumo está muy extendido, los maicillos suelen prepararse para la festividad de Todos Santos, pues se ofrecen en la mesa para los difuntos que, según dice la tradición, llegan a visitar a los vivos entre el 1 y el 2 de noviembre.